# 盛怀禹
盛怀禹（1921年—），男，浙江杭州人，中国有机化学家，曾任中国科学院上海有机化学研究所研究员、博士生导师。